# Жюйан
Жюйа́н (фр. Juillan, окс. Julhan) — коммуна во Франции, находится в регионе Юг — Пиренеи. Департамент — Верхние Пиренеи. Входит в состав кантона Осён. Округ коммуны — Тарб.
Код INSEE коммуны — 65235.

## География
Коммуна расположена приблизительно в 660 км к югу от Парижа, в 125 км западнее Тулузы, в 6 км к юго-западу от Тарба.
Коммуна расположена в местности Бигорр. По территории коммуны протекает река Эшес.

## Климат
Климат умеренно-океанический с солнечной тёплой погодой и обильными осадками на протяжении практически всего года.

## Население
Население коммуны на 2010 год составляло 3975 человек.
| 1962 | 1968 | 1975 | 1982 | 1990 | 1999 | 2010 |
| ---- | ---- | ---- | ---- | ---- | ---- | ---- |
| 2420 | 2115 | 2420 | 3175 | 3483 | 3507 | 3975 |

## Администрация
| Период | Период | Фамилия     | Партия                   | Примечания |
| ------ | ------ | ----------- | ------------------------ | ---------- |
| 2001   | 2014   | Робер Винь  | Радикальная левая партия |            |
| 2014   | 2020   | Фабрис Сейу | беспартийный             |            |

## Экономика
В 2010 году среди 2450 человек трудоспособного возраста (15-64 лет) 1763 были экономически активными, 687 — неактивными (показатель активности — 72,0 %, в 1999 году было 68,4 %). Из 1763 активных жителей работали 1617 человек (838 мужчин и 779 женщин), безработных было 146 (57 мужчин и 89 женщин). Среди 687 неактивных 221 человек были учениками или студентами, 314 — пенсионерами, 152 были неактивными по другим причинам.

## Фотогалерея
- Мэрия
- Церковь Св. Петра
- Карта коммуны